# 288

## Esdeveniments
- Hira (Iraq): Amr ibn Adí, primer rei làkhmida de Hira és succeït pel seu fill Imru-l-Qays ibn Amr.
- Tardor: campanya de Dioclecià a Rècia.[1]
- Hivern: Maximià té una flota construïda al Rin destinada a lluitar contra Carausius.[2]

- Entrevista a Magúncia entre Dioclecià i Maximià que decideixen mobilitzar-se contra Carausius.[3]
- Tirídat III d'Armènia ocupa la part sota la dominació sassànida del regne d'Armènia amb ajuda militar romana i la noblesa armènia es va revoltar contra els ocupants. El sàtrapa persa Mamgo i la seva cavalleria de mercenaris xinesos, sense el suport dels perses, es van posar al seu costat i el van ajudar a mantenir la conquesta. L'any 293 Tiridat III va envair Assíria.[4]
- Conversió al cristianisme de Tiridat III d'Armènia segons l'historiador Nicolas Adontz (data tradicional: 301).[5]

## Necrològiques
- 20 de gener - Roma: Sant Sebastià, màrtir.